# Ланівецька сільська рада
Ланіве́цька сільська́ ра́да (до 2012 року — Лановецька) — колишня адміністративно-територіальна одиниця та орган місцевого самоврядування в Чортківському районі Тернопільської області. Адміністративний центр — с. Ланівці.

## Загальні відомості
- Територія ради: 8,979 км²
- Населення ради: 1 801 особа (станом на 2001 рік)
- Територією ради протікає річка Нічлава

## Історія
Тернопільська обласна рада рішенням від 26 квітня 2012 р. у Борщівському районі перейменувала Лановецьку сільраду на Ланівецьку.
До 19 липня 2020 р. належала до Борщівського району.
20 листопада 2020 р. увійшла до складу Борщівської міської ради.

## Населені пункти
Сільській раді були підпорядковані населені пункти:
- с. Ланівці
- с. Козаччина
- с. Тулин

## Населення
Згідно з переписом УРСР 1989 року чисельність наявного населення сільської ради становила 1837 осіб, з яких 813 чоловіків та 1024 жінки.
За переписом населення України 2001 року в сільській раді мешкало 1786 осіб.

### Мова
Розподіл населення за рідною мовою за даними перепису 2001 року:
| Мова       | Відсоток |
| ---------- | -------- |
| українська | 99,83 %  |
| російська  | 0,11 %   |
| білоруська | 0,06 %   |

## Склад ради
Рада складалася з 16 депутатів та голови.
- Голова ради:

### Депутати
За результатами місцевих виборів 2010 року депутатами ради стали:

#### За суб'єктами висування
| Суб'єкт висування | Кількість обраних депутатів | %   |
| ----------------- | --------------------------- | --- |
| Самовисування     | 16                          | 100 |

#### За округами
| № округу | Прізвище, ім'я, по батькові   | Дата визнання обраним | Освіта             | Партійна приналежність | Відомості про обраного депутата                           |
| -------- | ----------------------------- | --------------------- | ------------------ | ---------------------- | --------------------------------------------------------- |
| 1        | Бера Любов Михайлівна         | 01.11.2010            | середня спеціальна | позапартійна           | МП «МВТЦ», тех. Працівник                                 |
| 2        | Скрипко Василь Ярославович    | 01.11.2010            | середня спеціальна | позапартійний          | Тернопыльська обл.,Борщівський р-н, с. Ланівці, пП        |
| 3        | Кубишин Ігор Петрович         | 01.11.2010            | вища               | позапартійний          | Спиртзавод, інженер                                       |
| 4        | Федуха Ігор Євгенович         | 01.11.2010            | середня            | позапартійний          | Тернопыльська обл.,Борщівський р-н, с. Ланівці, пП        |
| 5        | Стасюк Уляна Олександрівна    | 01.11.2010            | вища               | позапартійна           | Тернопыльська обл.,Борщівський р-н, с. Ланівці, пП        |
| 6        | Афанасєва Марія Йосипівна     | 01.11.2010            | вища               | позапартійна           | Озерянська СШ, директор                                   |
| 7        | Довгалюк Оксана Євгенівна     | 01.11.2010            | вища               | позапартійна           | Ланівецька загальноосвітня школа, вчитель                 |
| 8        | Магас Андрій Дмитрович        | 01.11.2010            | вища               | позапартійний          | Ланівецька загальноосвітня школа, секретар                |
| 9        | Рогачук Людмила Степанівна    | 01.11.2010            | вища               | позапартійна           | Тернопыльська обл.,Борщівський р-н, с. Ланівці, продавець |
| 10       | Магас Дмитро Михайлович       | 01.11.2010            | вища               | позапартійний          | Ланівецька загальноосвітня школа, директор                |
| 11       | Засійбіда Ігор Ярославович    | 01.11.2010            | середня спеціальна | позапартійний          | Ланівецька загальноосвітня школа, водій                   |
| 12       | Щербань Ігор Михайлович       | 01.11.2010            | середня            | позапартійний          | Борщівський ц-з, електромонтер                            |
| 13       | Крисак Мирослава Богданівна   | 25.11.2012            | вища               | позапартійна           | тимчасово не працює                                       |
| 14       | Врубель Володимир Ігорович    | 01.11.2010            | вища               | позапартійний          | ПП Пролісок-0, директор                                   |
| 15       | Томпальський Роман Людвигович | 01.11.2010            | середня спеціальна | позапартійний          | тимчасово не працює                                       |
| 16       | Граблюк Ярослав Володимирович | 01.11.2010            | середня спеціальна | позапартійний          | Тулинський фельдшерсько-акушерський пункт, фельдшер       |